# Coppa KOVO 2015 (femminile)
La Coppa KOVO 2015 si è svolta dall'11 al 19 luglio 2015: al torneo hanno partecipato 6 squadre di club sudcoreane; la vittoria finale è andata per la seconda volta alle IBK Altos.

## Regolamento
La competizione vede le 6 squadre provenienti dalla V-League divise in due gironi da 3 squadre ciascuno, al termine dei quali le prime due classificate dei due gironi si incrociano in semifinale, con le vincitrici che si affrontano nella finale in gara unica.

## Squadre partecipanti
| Girone A          | Girone B        |
| ----------------- | --------------- |
| KGC Ginseng       | GS Caltex Seoul |
| Hyundai Hillstate | Pink Spiders    |
| Gyeongbuk Hi-Pass | IBK Altos       |

## Torneo

### Fase a gironi

#### Gruppo A

##### Risultati
| 11 luglio 2015 Cheongju Gymnasium, Cheongju Durata: 1h:51 - Spettatori: 550   | Hyundai Hillstate | 3 - 1 | Gyeongbuk Hi-Pass | 25-14, 20-25, 25-21, 25-21 |
| 13 luglio 2015 Cheongju Gymnasium, Cheongju Durata: 1h:50 - Spettatori: 1 132 | Gyeongbuk Hi-Pass | 1 - 3 | KGC Ginseng       | 25-15, 23-25, 22-25, 17-25 |
| 15 luglio 2015 Cheongju Gymnasium, Cheongju Durata: 1h:48 - Spettatori: 1 076 | KGC Ginseng       | 1 - 3 | Hyundai Hillstate | 25-22, 14-25, 14-25, 22-25 |

##### Classifica
| Pos | Squadra           | Pt | G | V | P | SV | SP | Ratio | PF | PS | Ratio |
| --- | ----------------- | -- | - | - | - | -- | -- | ----- | -- | -- | ----- |
| 1   | Hyundai Hillstate | 6  | 2 | 2 | 0 | 6  | 2  | 3.000 | -  | -  | 1.231 |
| 2   | KGC Ginseng       | 3  | 2 | 1 | 1 | 4  | 4  | 1.000 | -  | -  | 0,897 |
| 3   | Gyeongbuk Hi-Pass | 0  | 2 | 0 | 2 | 2  | 6  | 0.333 | -  | -  | 0.908 |

#### Gruppo B

##### Risultati
| 12 luglio 2015 Cheongju Gymnasium, Cheongju Durata: 1h:32 - Spettatori: 3 262 | GS Caltex Seoul | 0 - 3 | Pink Spiders    | 21-25, 19-25, 24-26        |
| 14 luglio 2015 Cheongju Gymnasium, Cheongju Durata: 1h:24 - Spettatori: 1 595 | Pink Spiders    | 0 - 3 | IBK Altos       | 21-25, 24-26, 20-25        |
| 16 luglio 2015 Cheongju Gymnasium, Cheongju Durata: 1h:57 - Spettatori: 1 899 | IBK Altos       | 3 - 1 | GS Caltex Seoul | 25-21, 25-18, 23-25, 26-24 |

##### Classifica
| Pos | Squadra         | Pt | G | V | P | SV | SP | Ratio | PF | PS | Ratio |
| --- | --------------- | -- | - | - | - | -- | -- | ----- | -- | -- | ----- |
| 1   | IBK Altos       | 6  | 2 | 2 | 0 | 6  | 1  | 6.000 | -  | -  | 1.144 |
| 2   | Pink Spiders    | 3  | 2 | 1 | 1 | 3  | 3  | 1.000 | -  | -  | 1.007 |
| 3   | GS Caltex Seoul | 0  | 2 | 0 | 2 | 1  | 6  | 0,167 | -  | -  | 0,869 |

### Fase finale
|  | Semifinali        | Semifinali        | Semifinali |           |                   | Finale            | Finale | Finale |  |
|  |                   |                   |            |           |                   |                   |        |        |  |
|  | Hyundai Hillstate | Hyundai Hillstate | 3          |           |                   |                   |        |        |  |
|  | Hyundai Hillstate | Hyundai Hillstate | 3          |           |                   |                   |        |        |  |
|  | Pink Spiders      | Pink Spiders      | 1          |           |                   |                   |        |        |  |
|  | Pink Spiders      | Pink Spiders      | 1          |           | Hyundai Hillstate | Hyundai Hillstate | 2      |        |  |
|  |                   |                   |            |           | Hyundai Hillstate | Hyundai Hillstate | 2      |        |  |
|  |                   |                   | IBK Altos  | IBK Altos | 3                 |                   |        |        |  |
|  | IBK Altos         | IBK Altos         | IBK Altos  | IBK Altos | 3                 | 3                 |        |        |  |
|  | IBK Altos         | IBK Altos         |            |           |                   |                   |        |        |  |
|  | KGC Ginseng       | KGC Ginseng       | 1          |           |                   |                   |        |        |  |

#### Semifinali
| 17 luglio 2015 Cheongju Gymnasium, Cheongju Durata: 1h:57 - Spettatori: 953   | Hyundai Hillstate | 3 - 1 | Pink Spiders | 25-20, 26-24, 12-25, 25-23 |
| 18 luglio 2015 Cheongju Gymnasium, Cheongju Durata: 1h:12 - Spettatori: 3 488 | IBK Altos         | 3 - 0 | KGC Ginseng  | 25-12, 25-17, 25-16        |

#### Finale
| 19 luglio 2015 Cheongju Gymnasium, Cheongju Durata: 2h:20 - Spettatori: 4 593 | Hyundai Hillstate | 2 - 3 | IBK Altos | 25-21, 23-25, 25-23, 21-25, 11-15 |

## Premi individuali
| Premio                 | Giocatore      | Squadra           |
| ---------------------- | -------------- | ----------------- |
| MVP                    | Kim Hee-jin    | IBK Altos         |
| Most Impressive Player | Hwang Youn-joo | Hyundai Hillstate |